# Im Mayen
Koordinaten: 49° 54′ 53″ N, 8° 6′ 43″ O

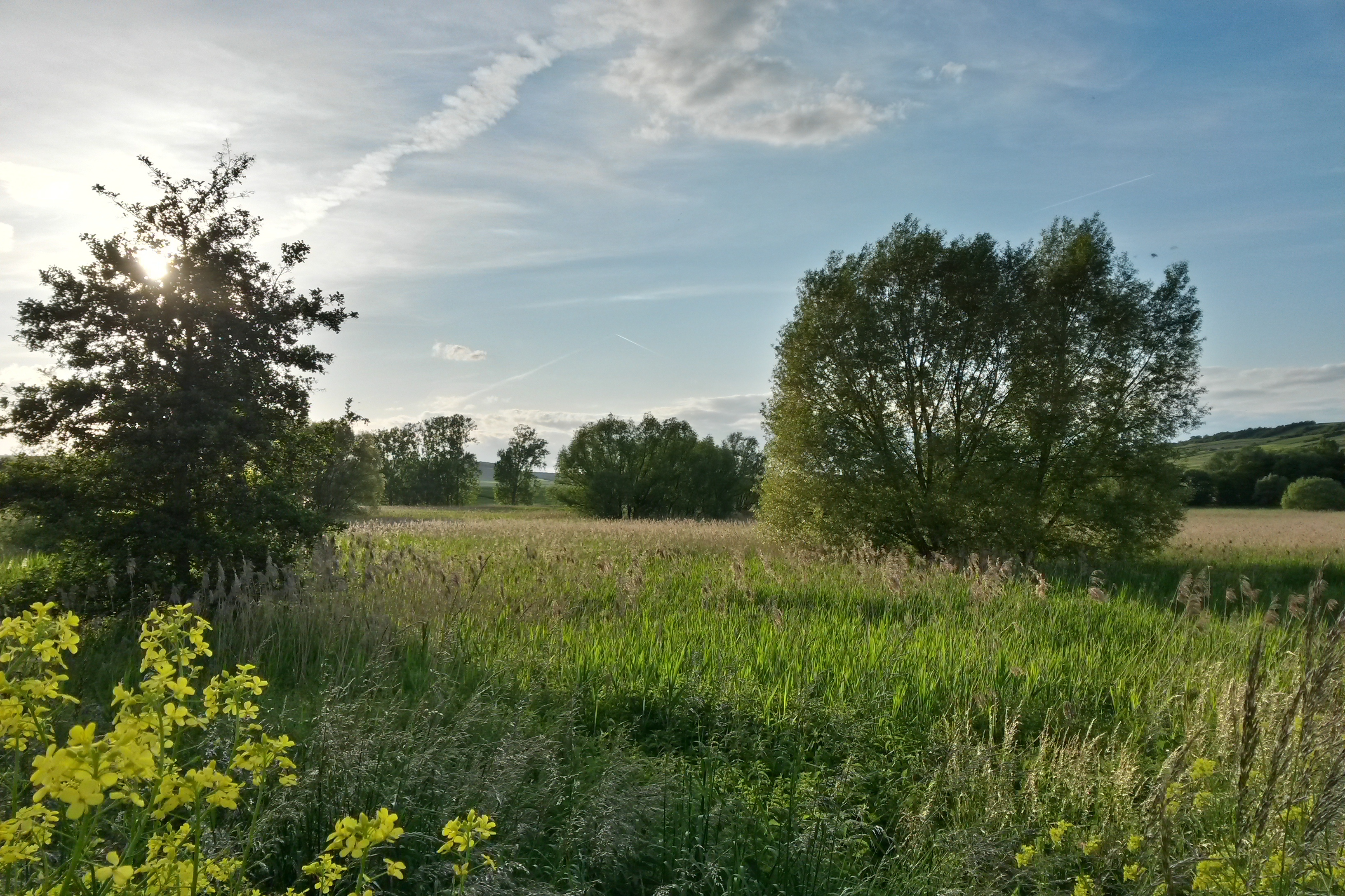
Naturschutzgebiet Im Mayen

Das Naturschutzgebiet Im Mayen liegt im Landkreis Mainz-Bingen in Rheinland-Pfalz.
Das etwa 17 Hektar große Gebiet, das im Jahr 1990 unter Naturschutz gestellt wurde, erstreckt sich westlich der Ortsgemeinde Stadecken-Elsheim entlang der Selz. Unweit nördlich verläuft die Landesstraße 428 und südlich die Landesstraße 413.
Das Gebiet, das im Landschaftsschutzgebiet „Selztal“ liegt, umfasst einen Abschnitt der Selzniederung mit naturnahem Bachlauf, großflächigem Schilfröhricht und Nassbrachen, Gehölzen, Kopfbäumen, temporären Flachwasserbereichen sowie grundfeuchten, häufig überschwemmten Grünland- und Ackerflächen.